# Малі Кусківці

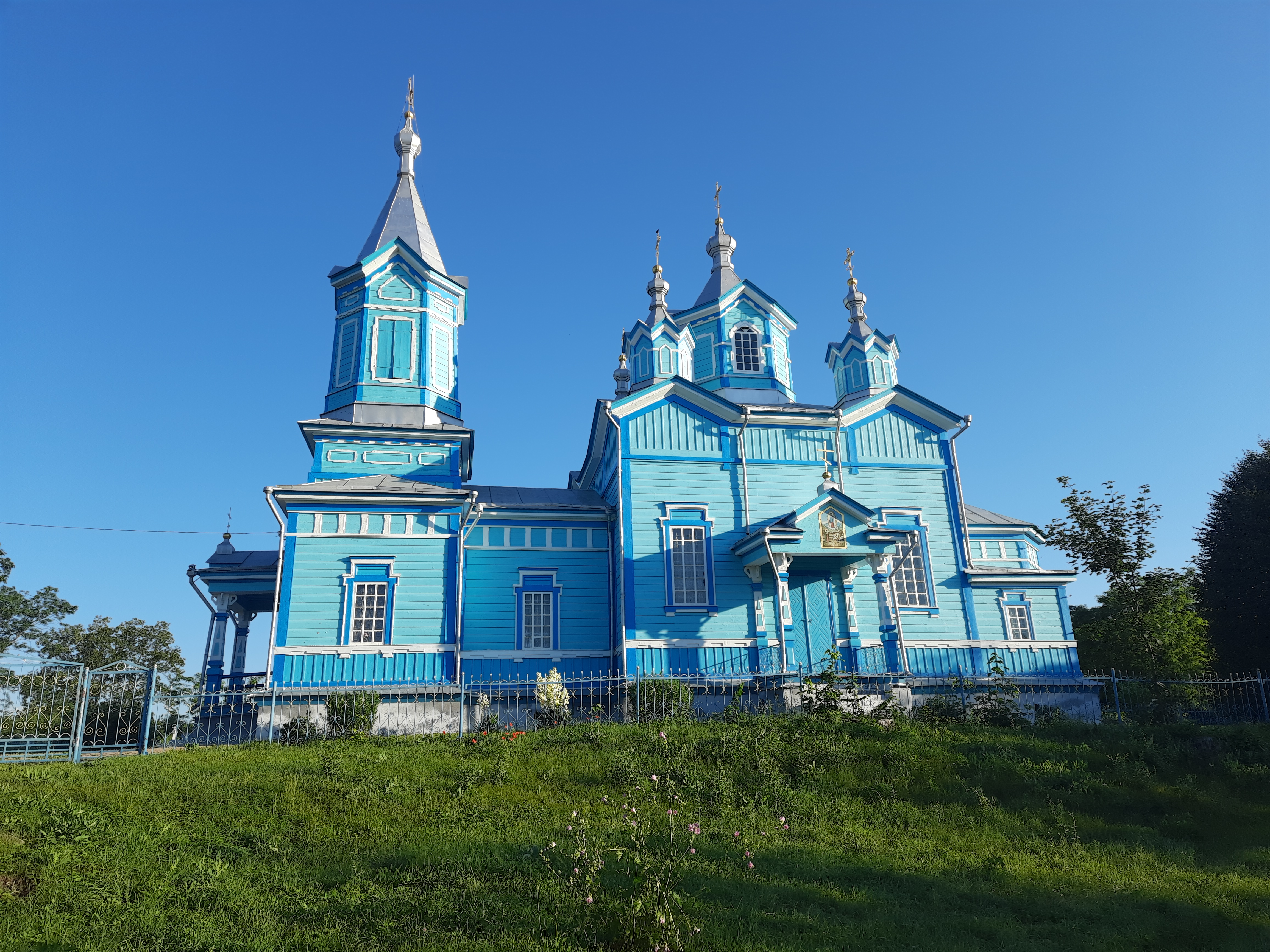
Церква Святої Преподобної Параскеви Сербської

Малі́ Ку́сківці — село в Україні, у Лановецькій міській громаді Кременецького району Тернопільської області. Розташоване на сході району. До 2017 підпорядковане Лановецькій міській раді.
Давня назва — Куськівці.

## Розташування
Розташоване на лівому березі р. Жирак (права притока Горині, басейн Прип'яті, сточище Дніпра), за 3 км від центру територіальної громади; залізнична станція (Коськівці). Через село пролягла залізниця Тернопіль — Шепетівка. Географічні координати: 49° 51´ північної широти і 26° 02´ східної довготи. Територія — 1,8 км².

## Хутори
До села приєднано хутори Борсуковеччина, Жирак, За Селом, Коло Вежі, Ставки.
Борсуковеччина — хутір, приєднаний до с. Малі Кусківці; розташований за 1,5 км від нього. В лютому 1952 р. на хуторі — 1 двір (6 осіб); тоді ж виведений з облікових даних у зв'язку з переселенням жителів у Малі Кусківці.
Жирак — хутір, приєднаний до с. Малі Кусківці; розташований за 0,5 км від нього. В лютому 1952 р. на хуторі — 6 дворів (20 осіб); тоді ж виведений з облікових даних у зв'язку з переселенням жителів у Малі Кусківці.
За Селом — хутір, приєднаний до с. Малі Кусківці; розташований за 0,5 км від нього. В лютому 1952 р. на хуторі — 4 двори (15 осіб); тоді ж виведений з облікових даних у зв'язку з переселенням жителів у Малі Кусківці.
Коло Вежі — хутір, приєднаний до с. Малі Кусківці; розташований за 3 км від нього. В лютому 1952 р. на хуторі — 1 двір (8 осіб); тоді ж виведений з облікових даних у зв'язку з переселенням жителів у Малі Кусківці.
Ставки — хутір, приєднаний до с. Малі Кусківці; розташований за 0,5 км від нього. В лютому 1952 р. на хуторі — 8 дворів (30 осіб); тоді ж виведений з облікових даних у зв'язку з переселенням жителів у Малі Кусківці.

## Історія
Перша письмова згадка — 1558  року як Куськівці. У 1629 році тут був 21 двір, селом володів Єремія Вишневецький. Від 1859 року при церкві діяла школа грамоти. Наприкінці XIX століття в селі — 114 малих і одне велике селянські господарства, дві крамниці.
1 січня 1924 року ліквідовану свого часу Лановецьку волость відновлено як ґміну Ланівці Кременецького повіту і до неї приєднано вилучене із ґміни Вишгородок село Малі Кусківці.
Від вересня 1939 року — радянська влада. Від 2 липня 1941 до 5 березня 1944 року село під нацистською окупацією.
12 жовтня 1949 року створено колгосп. Нині землі пайовиків належать агрофірмі «Горинь».
12 червня 2020 року, відповідно до розпорядження Кабінету Міністрів України № 724-р «Про визначення адміністративних центрів та затвердження територій територіальних громад Тернопільської області» увійшло до складу Лановецької міської громади.
19 липня 2020 року, в результаті адміністративно-територіальної реформи та ліквідації Лановецького району, село увійшло до складу Кременецького району.

## Релігія
- церква святої Преподобної Параскеви Сербської (1907 р., дерев'яна; збудована на місці старої з 1740 р.).

## Соціальна сфера
Діють клуб, бібліотека, фельдшерський пункт.

## Населення
Дворів — 119.
| Чисельність населення, осіб | Чисельність населення, осіб | Чисельність населення, осіб | Чисельність населення, осіб | Чисельність населення, осіб | Чисельність населення, осіб | Чисельність населення, осіб | Чисельність населення, осіб | Чисельність населення, осіб | Чисельність населення, осіб | Чисельність населення, осіб | Чисельність населення, осіб | Чисельність населення, осіб | Чисельність населення, осіб | Чисельність населення, осіб |
| 1900                        | 1910                        | 1921                        | 1931                        | 1938                        | 1959                        | 1970                        | 1979                        | 1989                        | 2001                        | 2003                        | 2011                        | 2013                        | 2014                        | 2015                        |
| --------------------------- | --------------------------- | --------------------------- | --------------------------- | --------------------------- | --------------------------- | --------------------------- | --------------------------- | --------------------------- | --------------------------- | --------------------------- | --------------------------- | --------------------------- | --------------------------- | --------------------------- |
|                             |                             |                             |                             |                             |                             |                             |                             |                             | 240                         |                             |                             |                             | 201                         |                             |

За даними перепису населення 2001 року, мовний склад населення села був таким:
| Мова       | Число ос. | Відсоток |
| ---------- | --------- | -------- |
| українська | 238       | 99,17    |
| російська  | 2         | 0,83     |

## Галерея

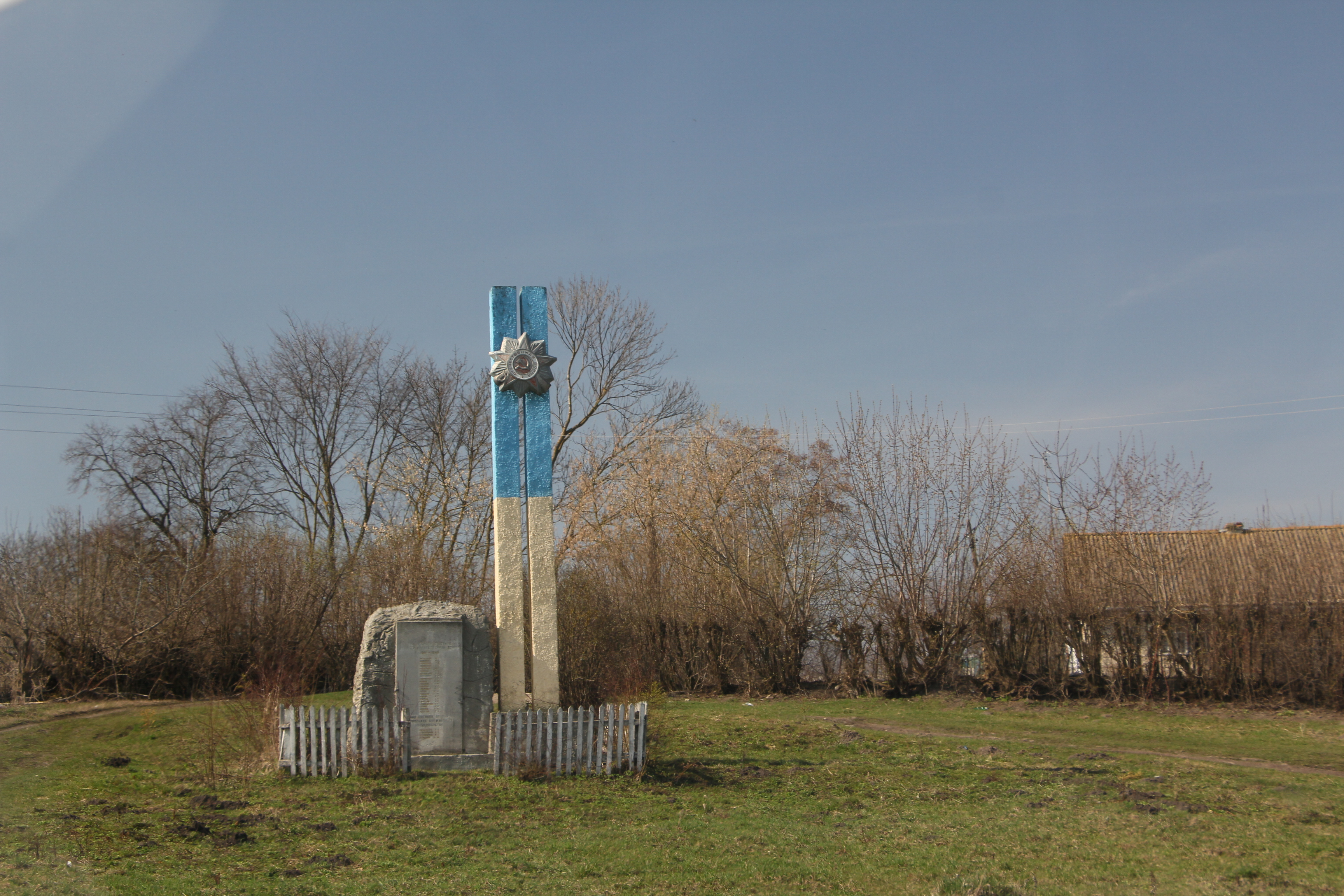
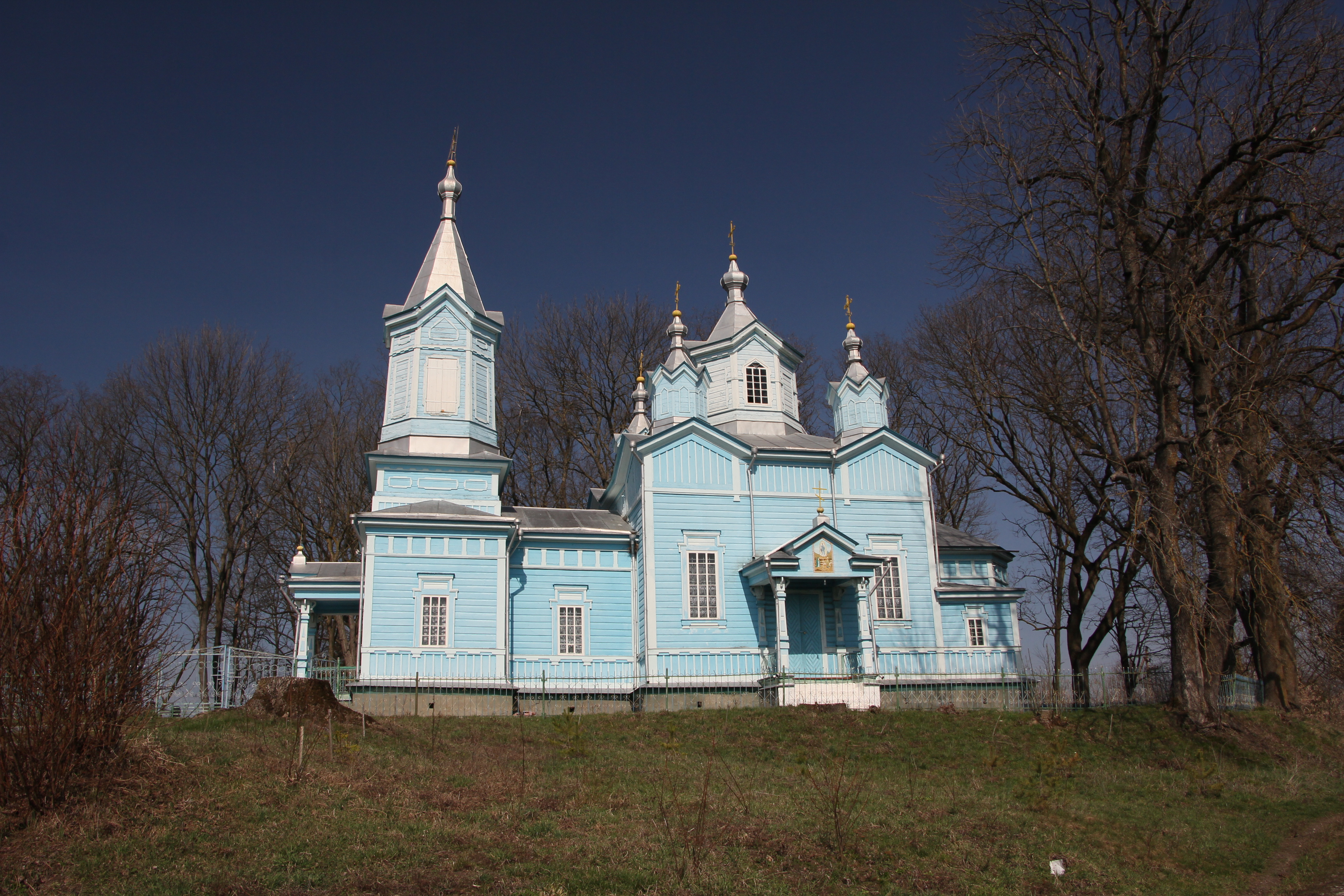
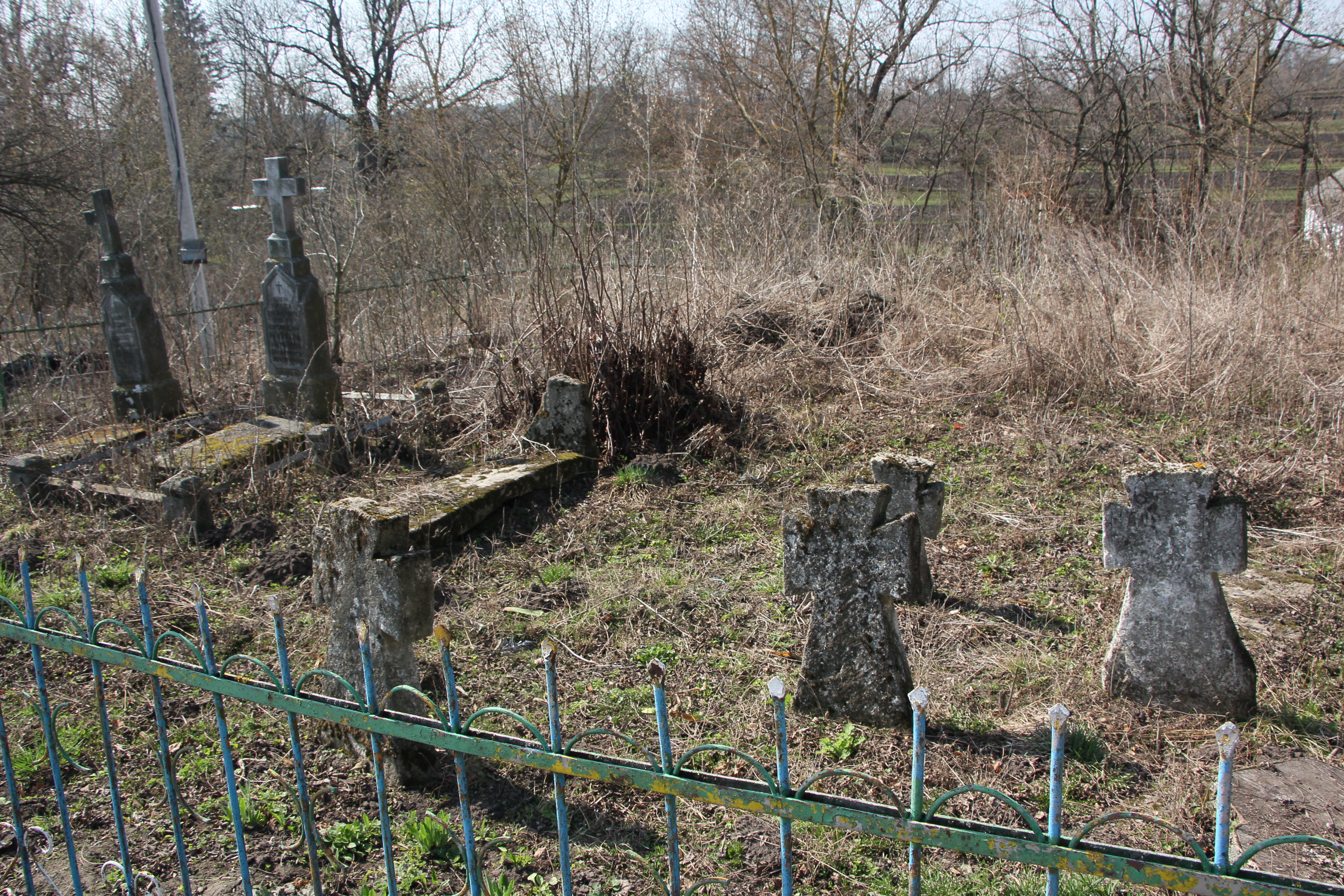
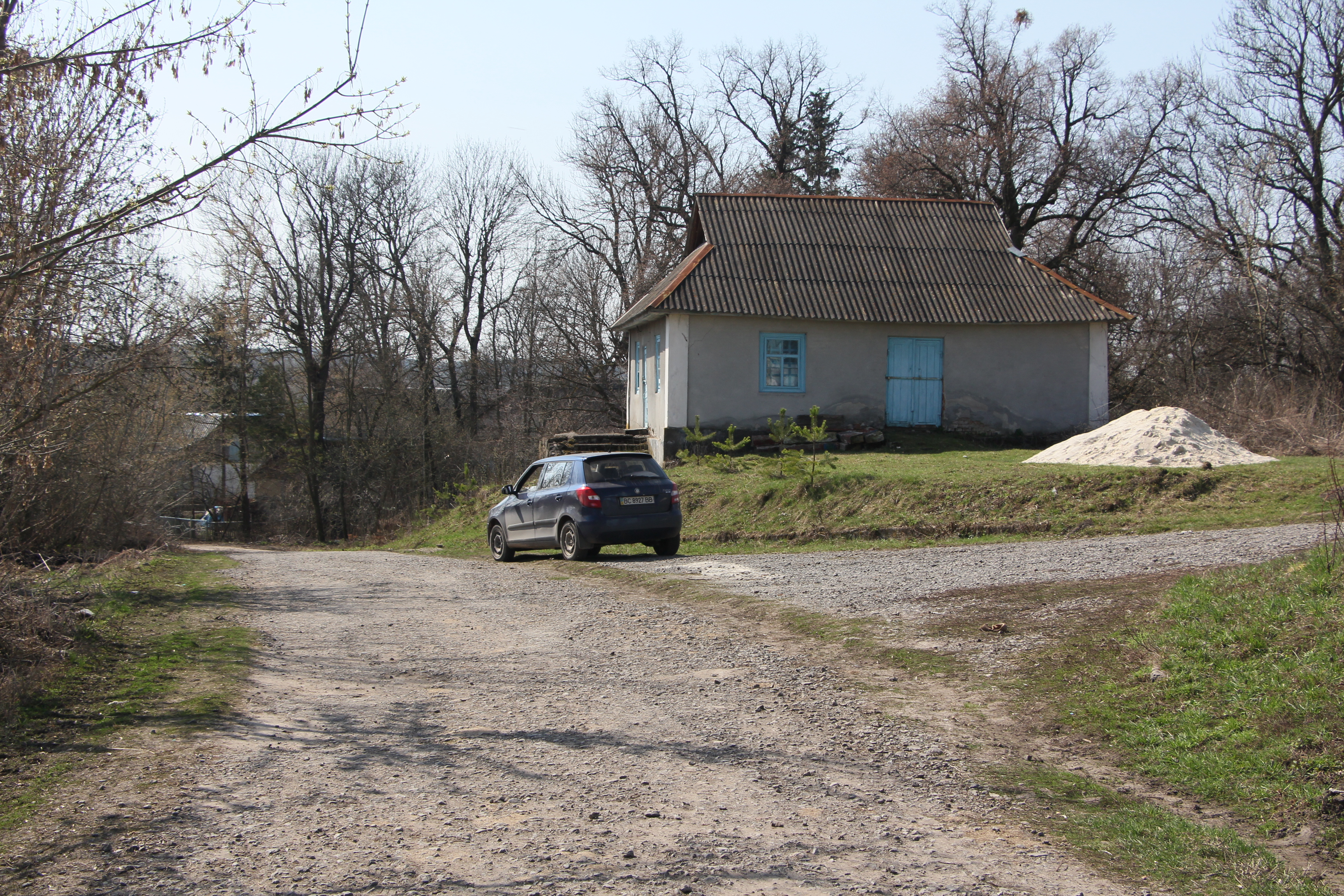
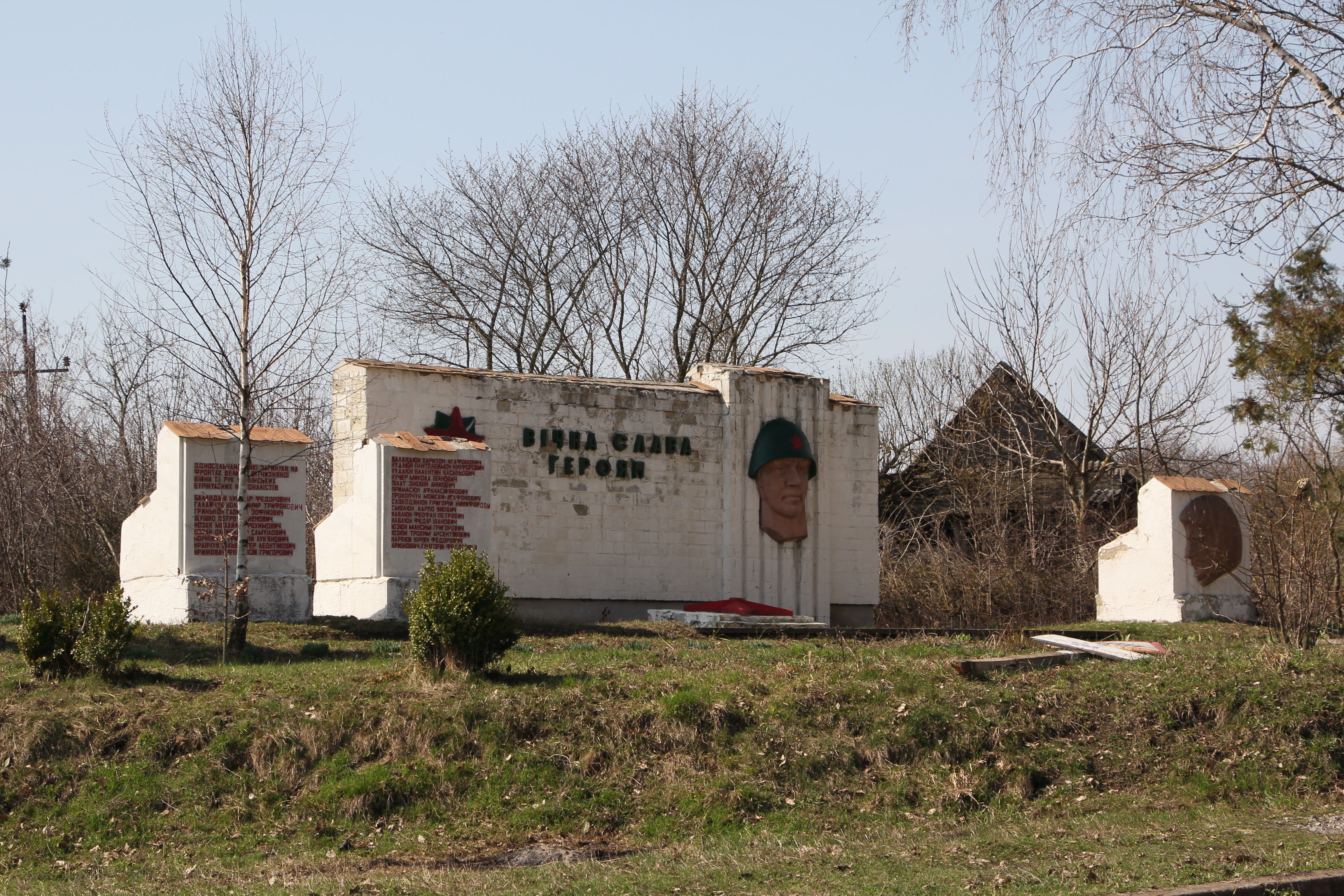
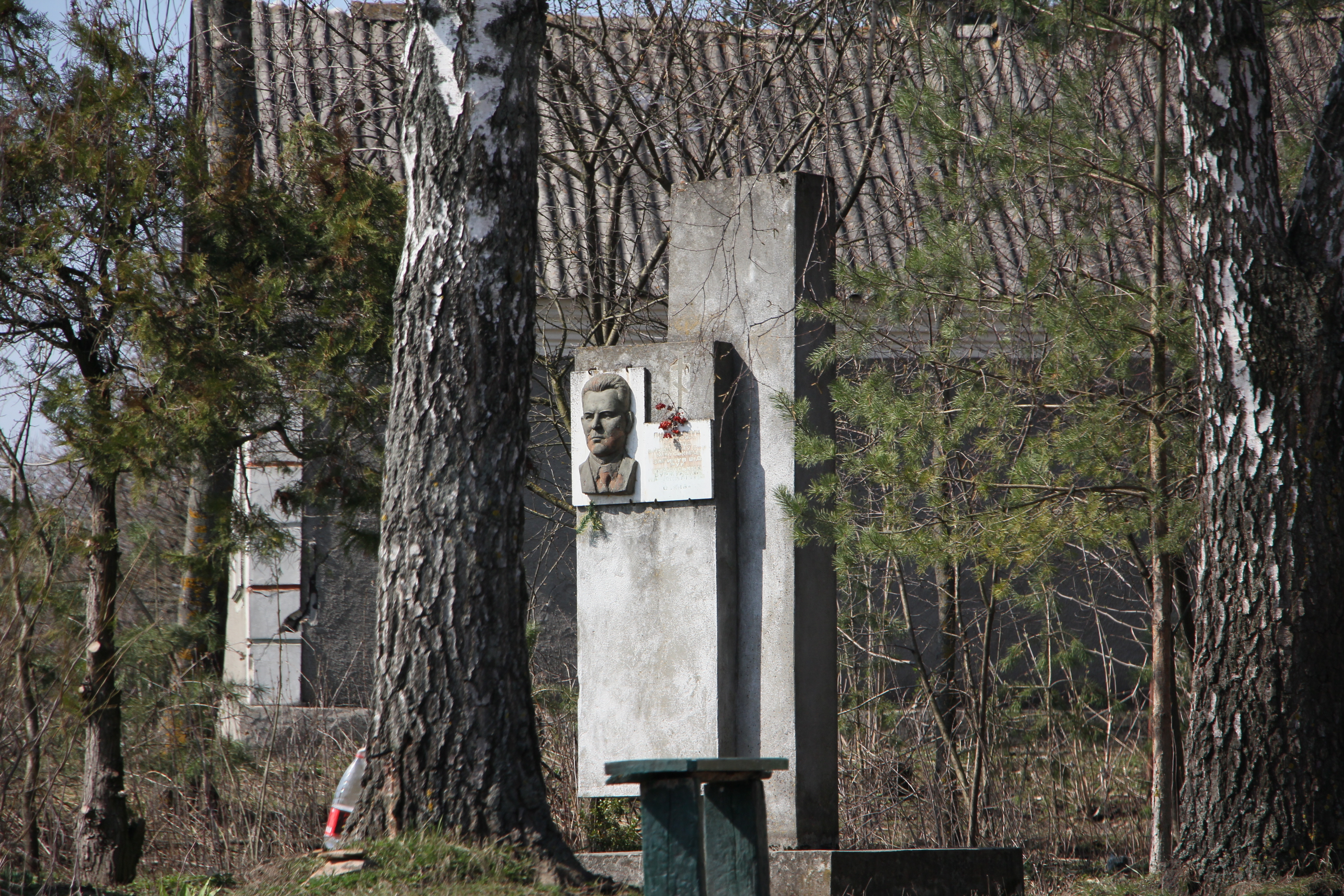
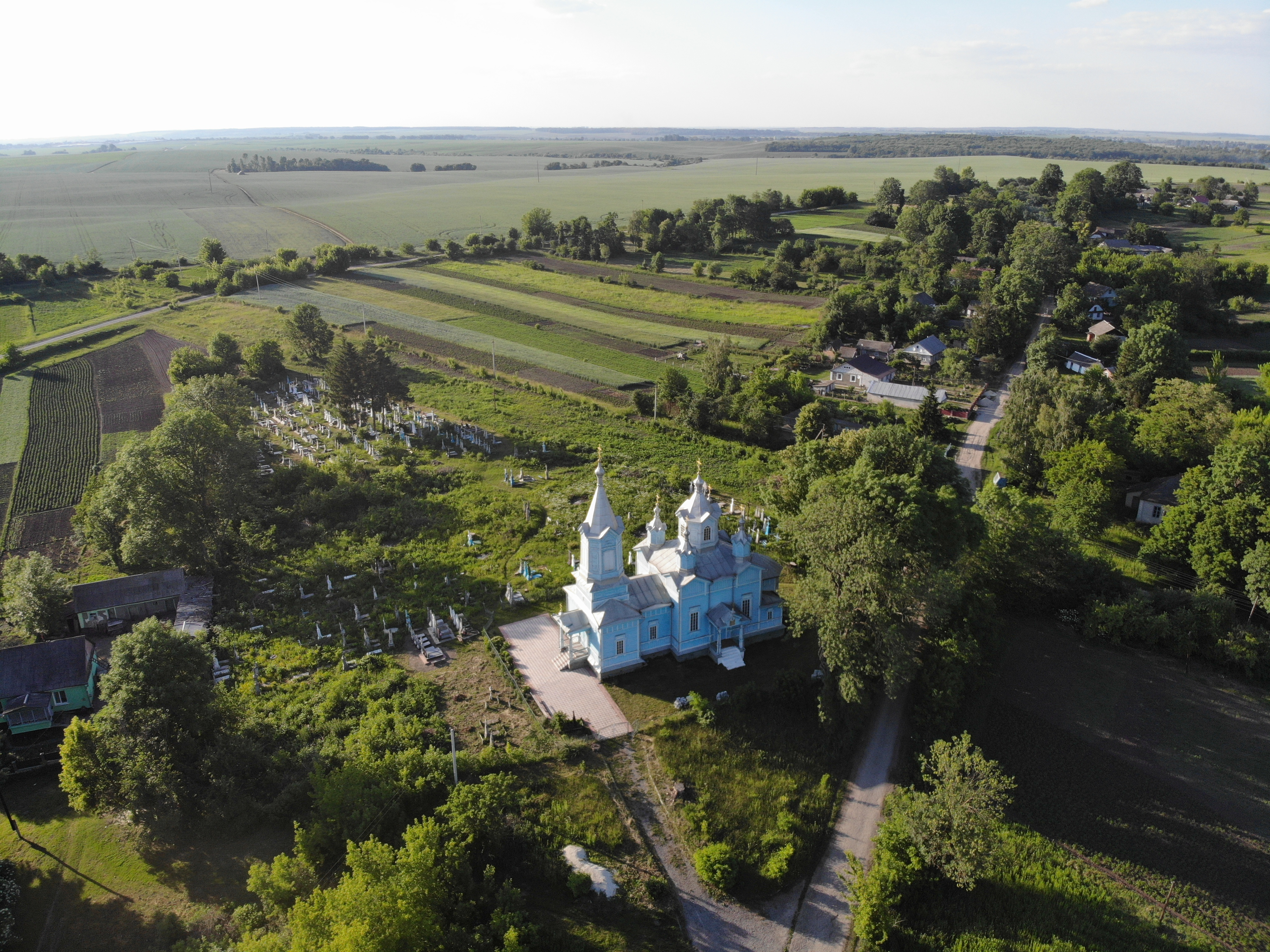
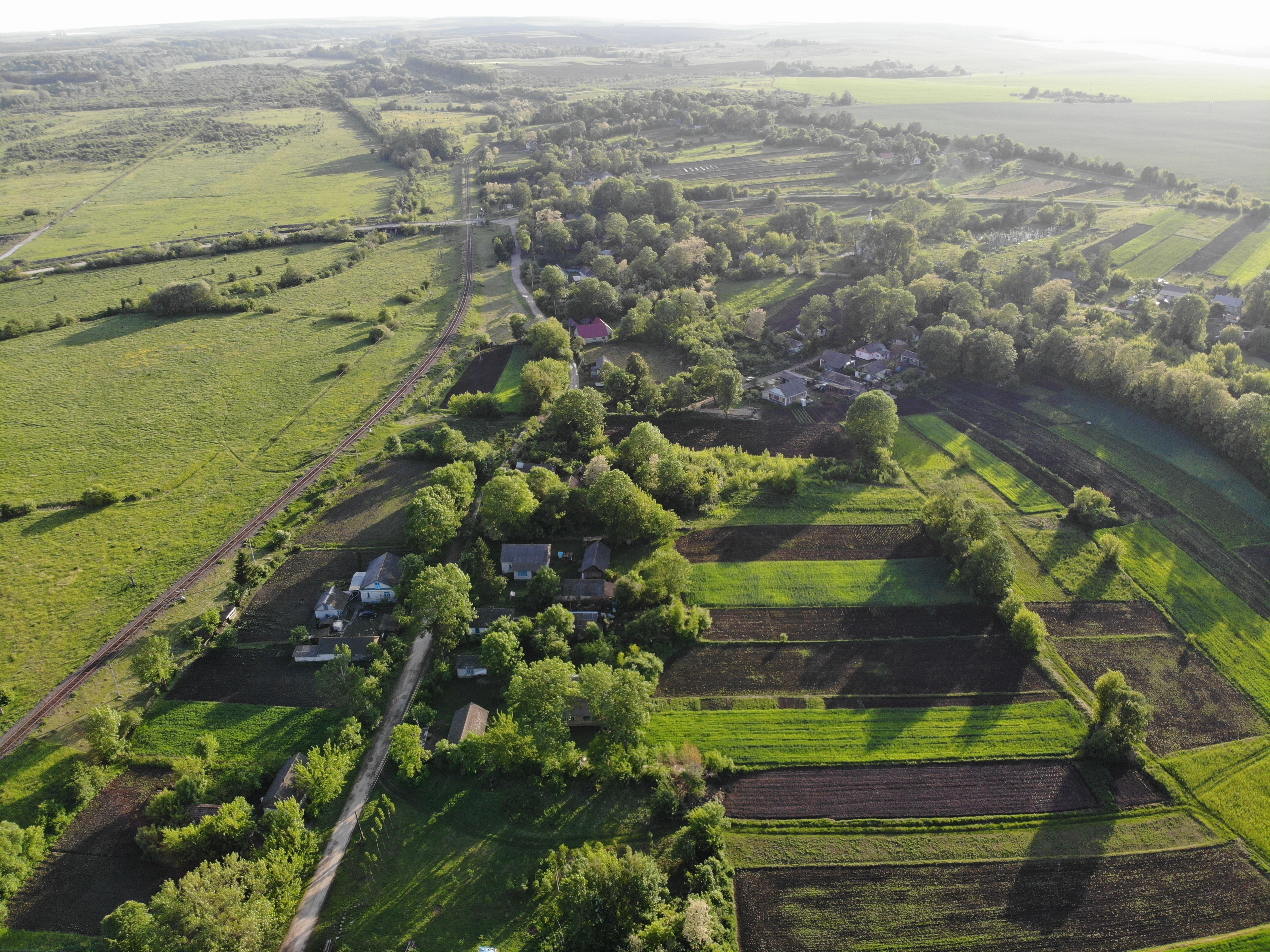
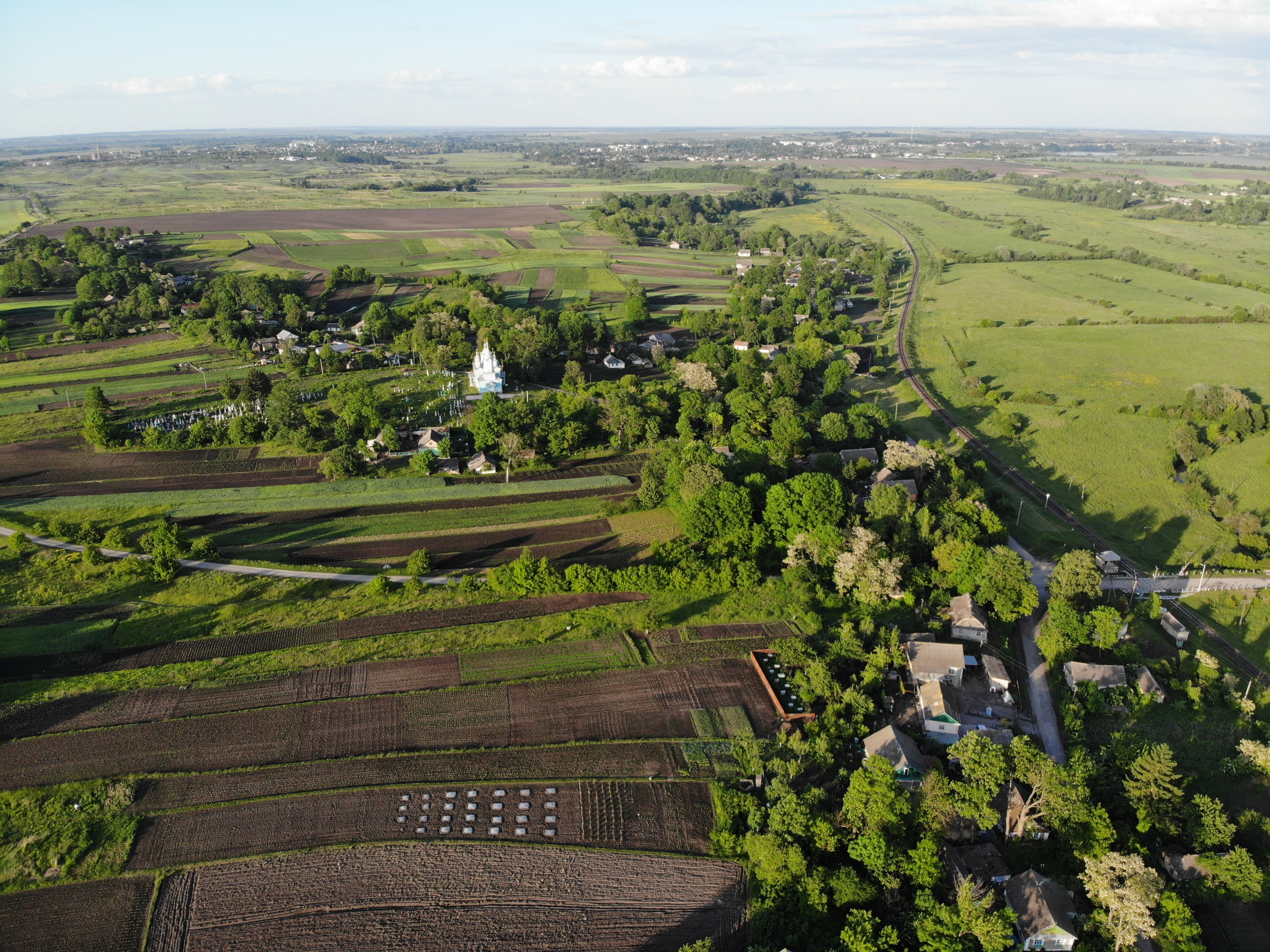
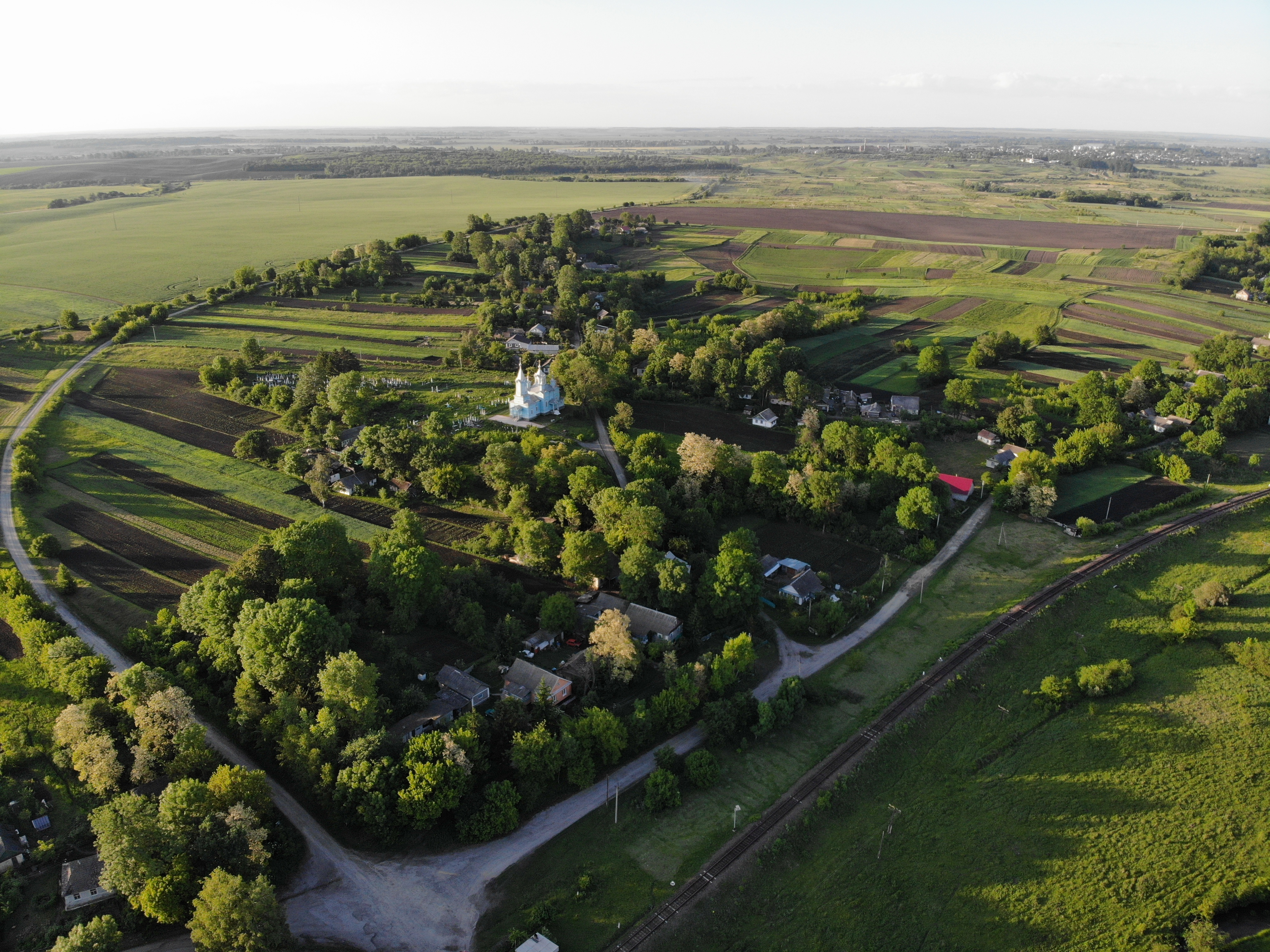
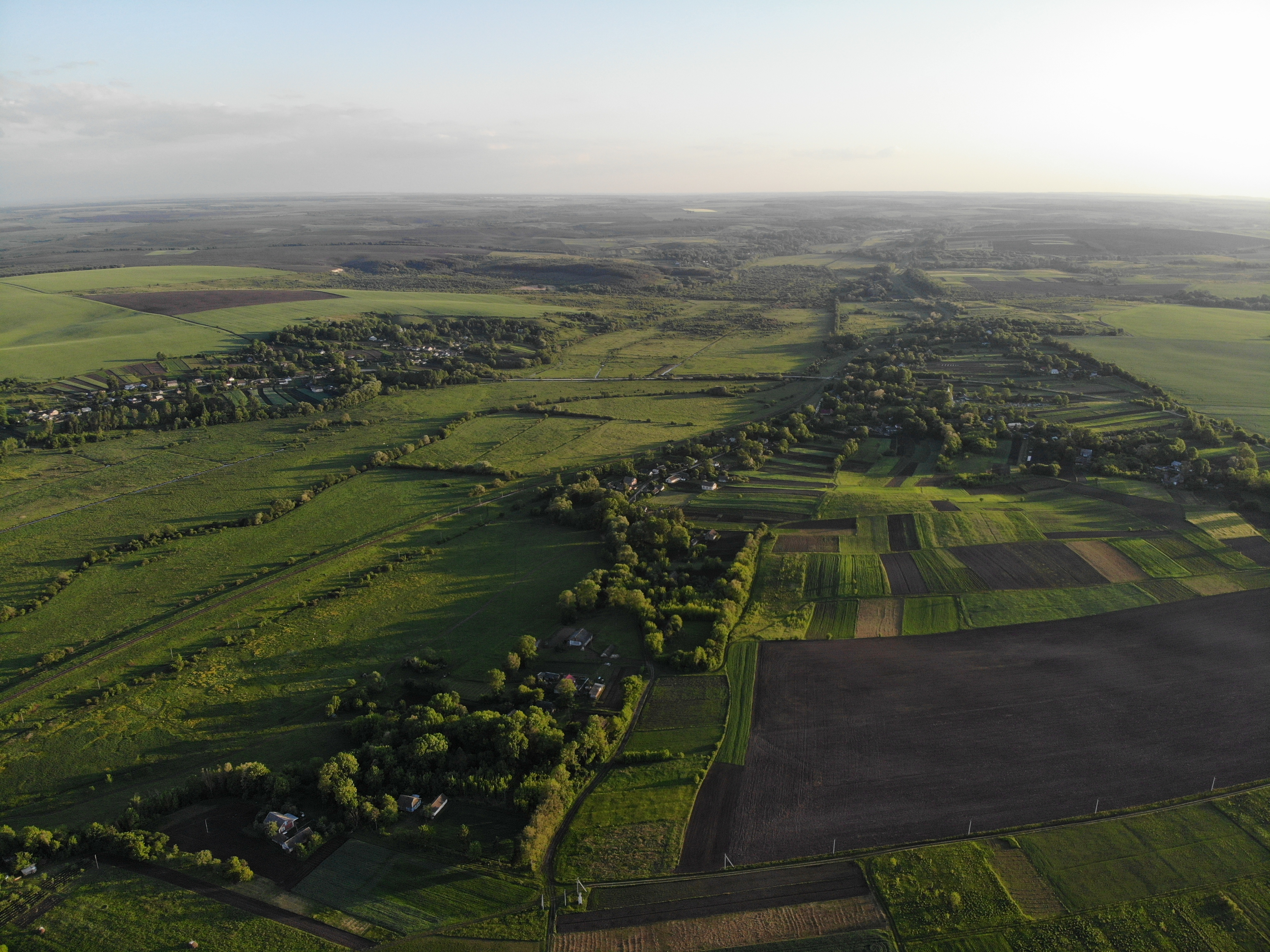
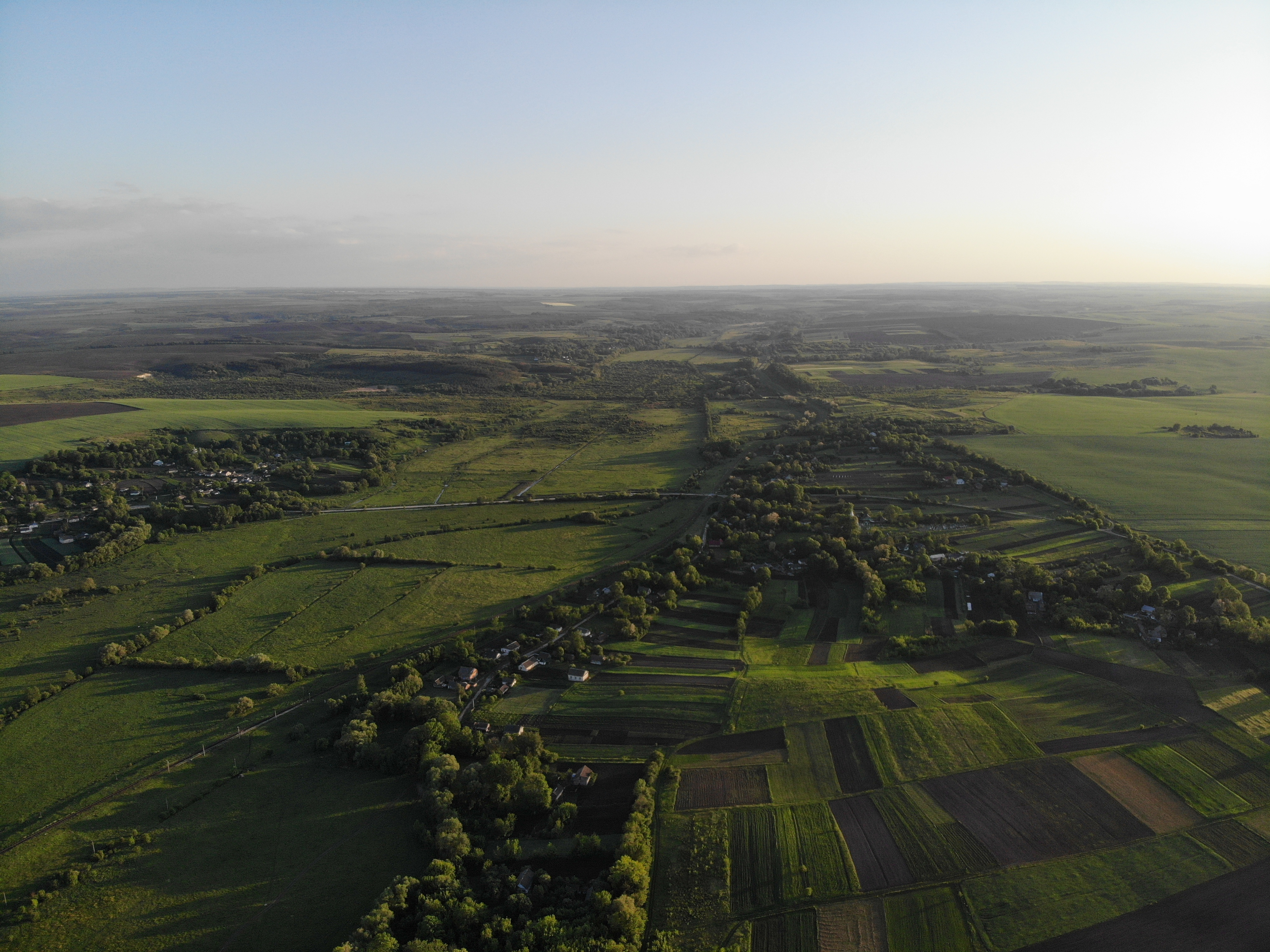
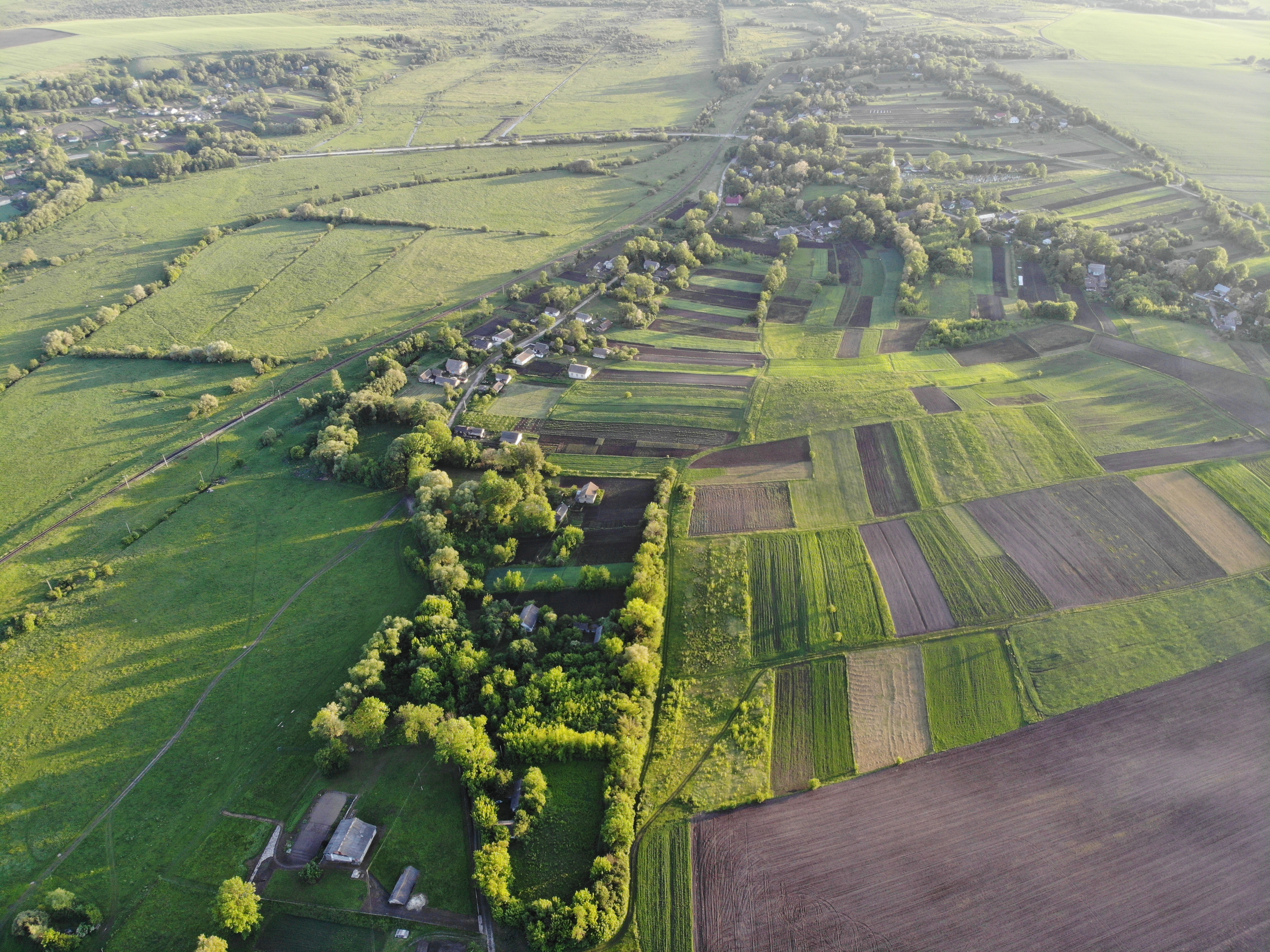
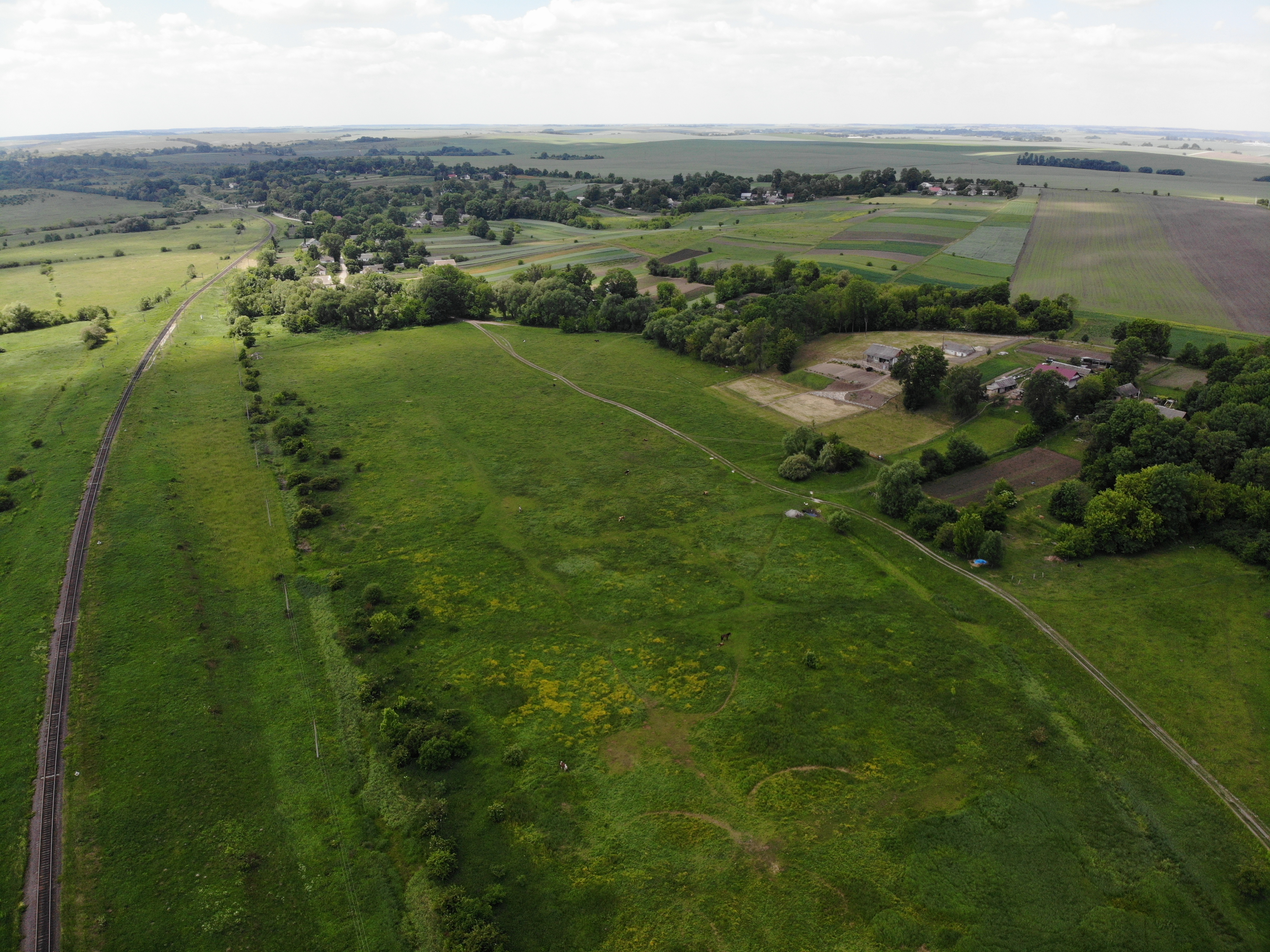
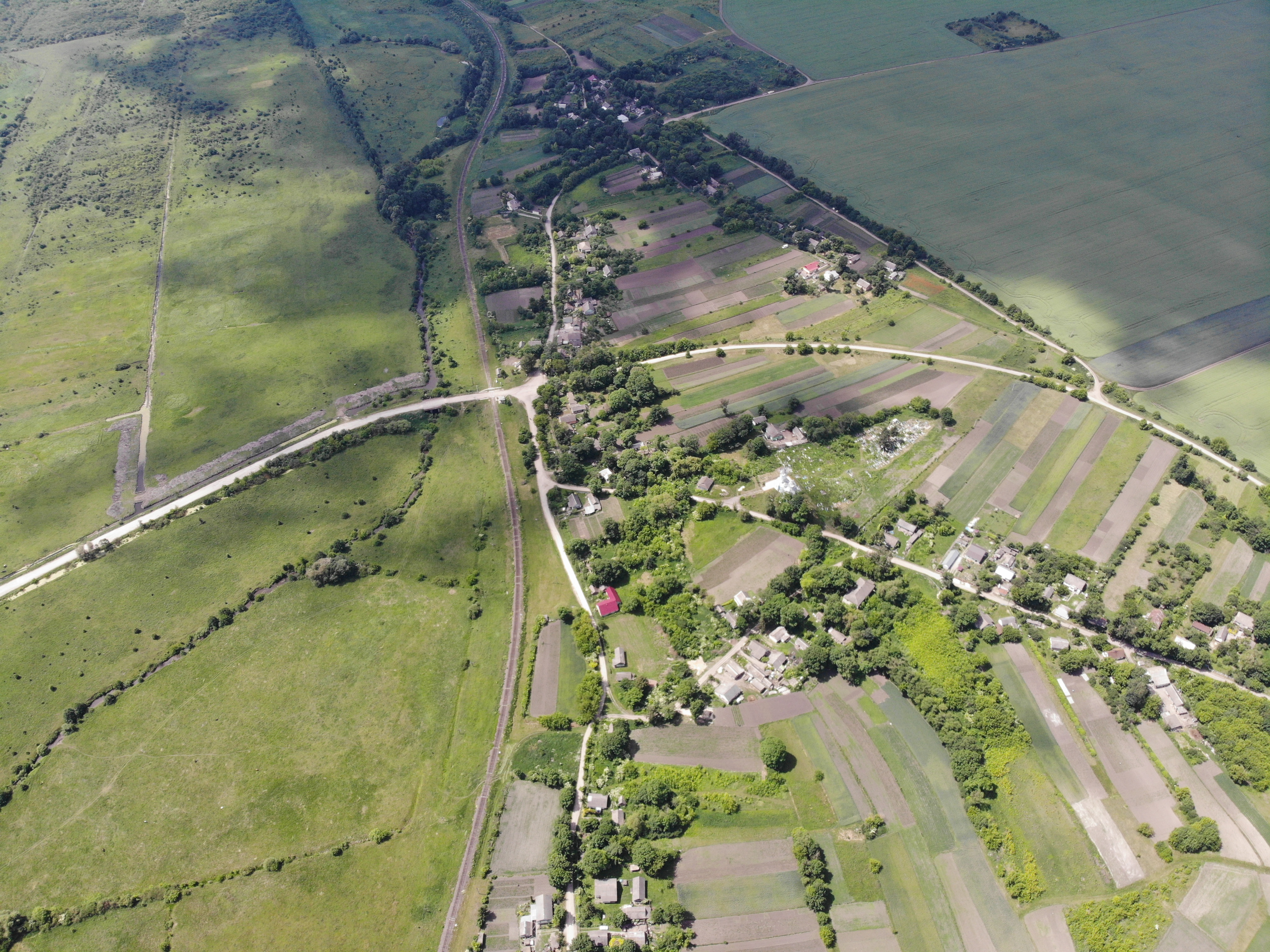
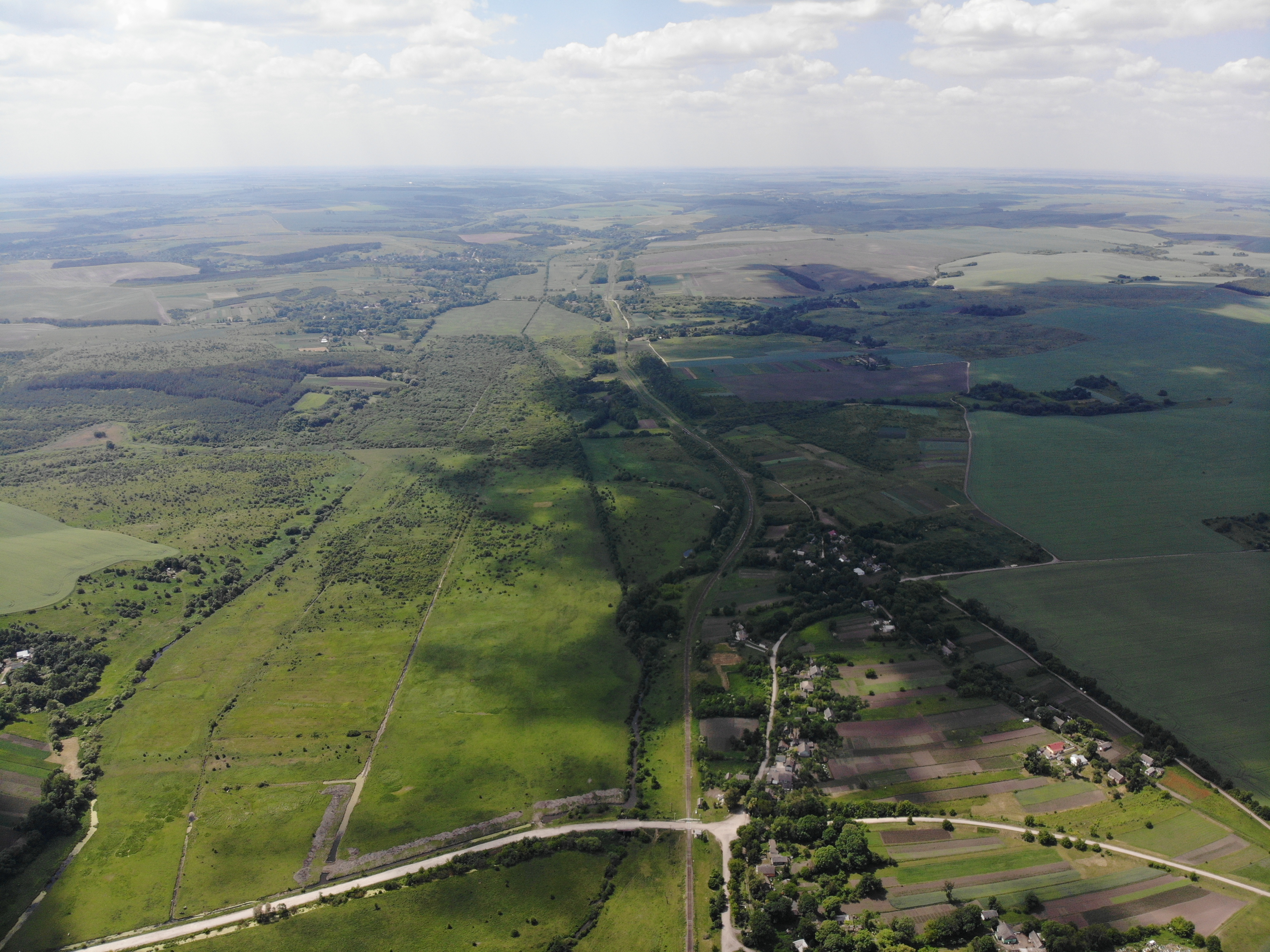
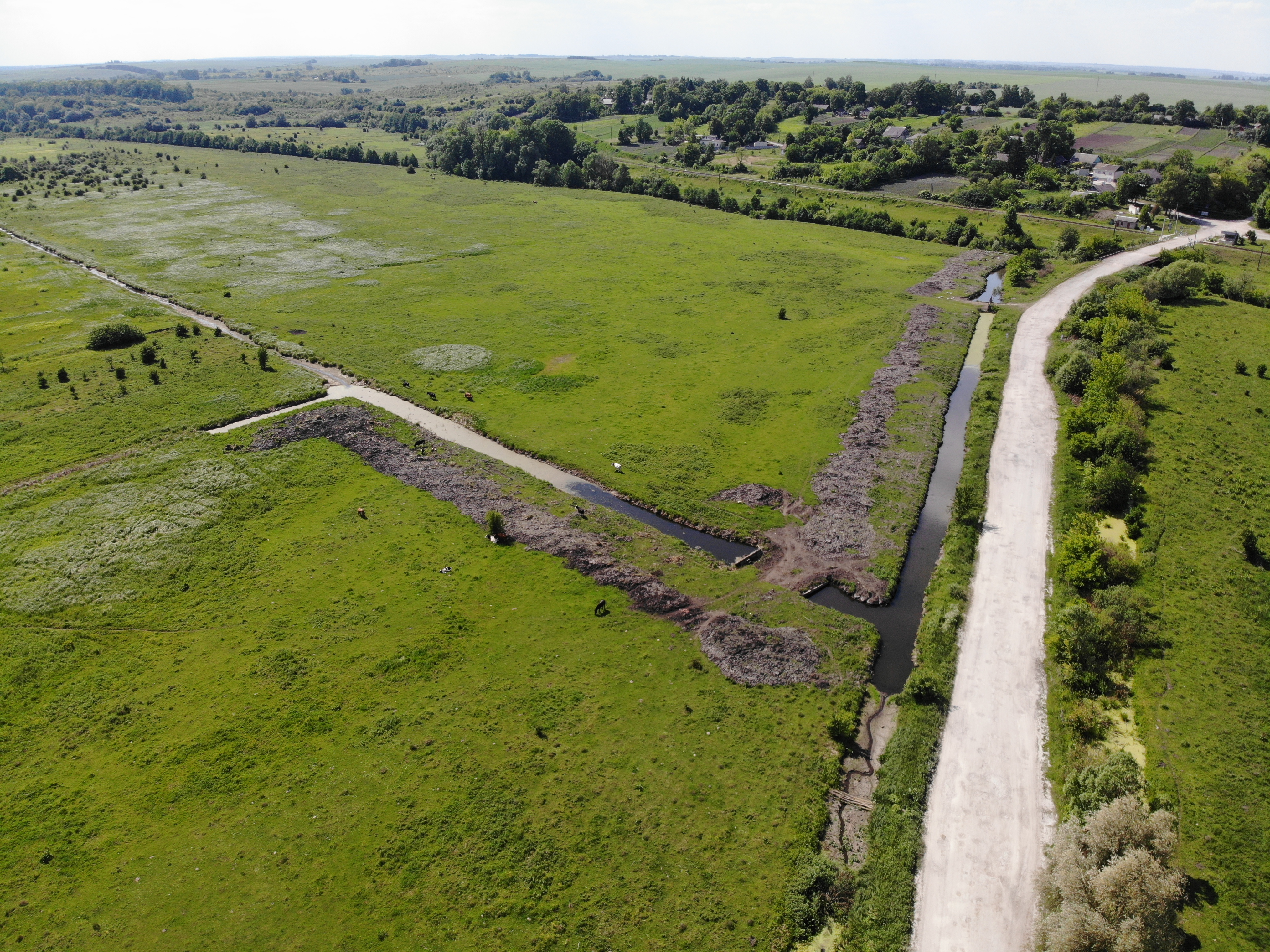
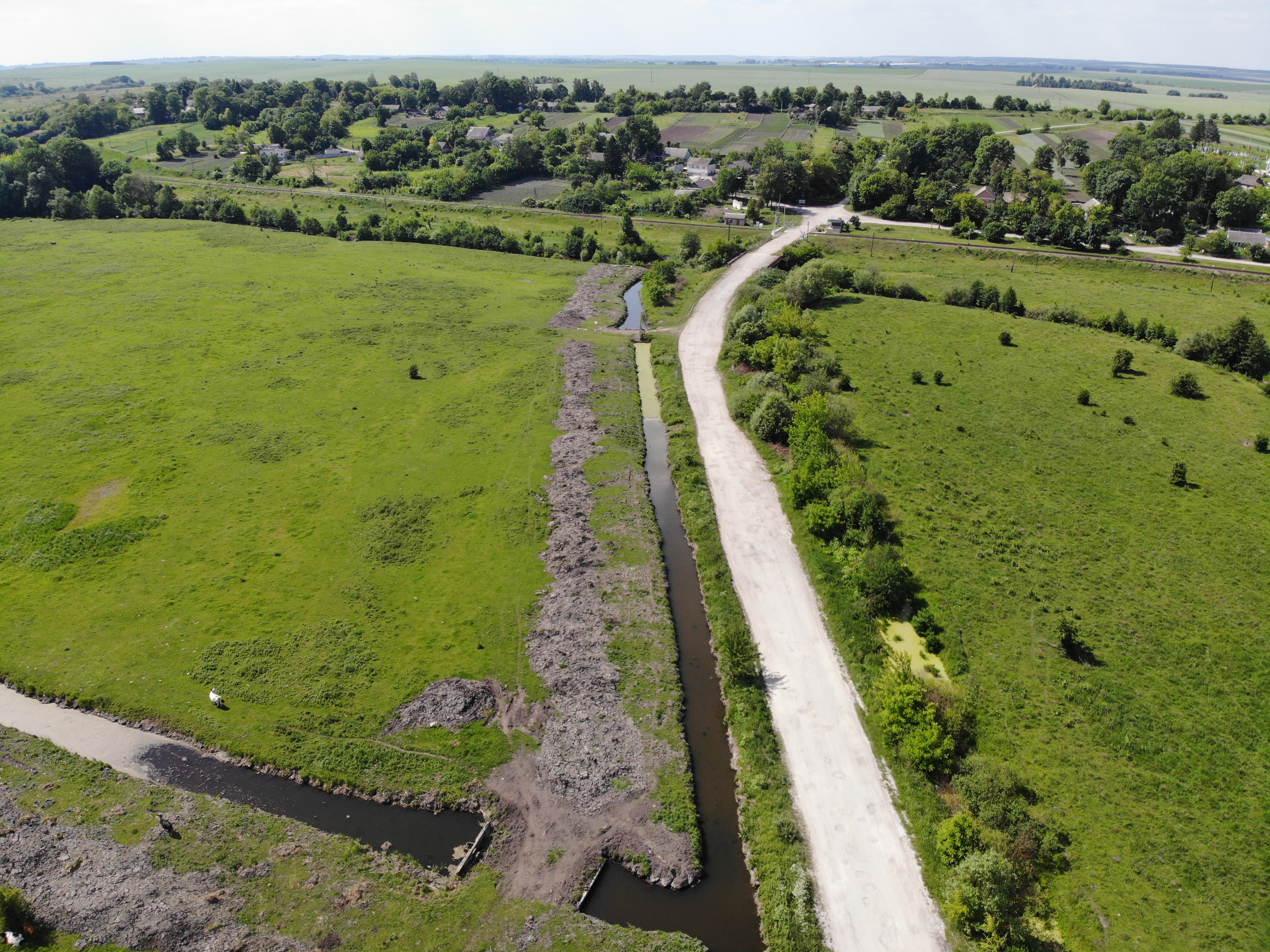
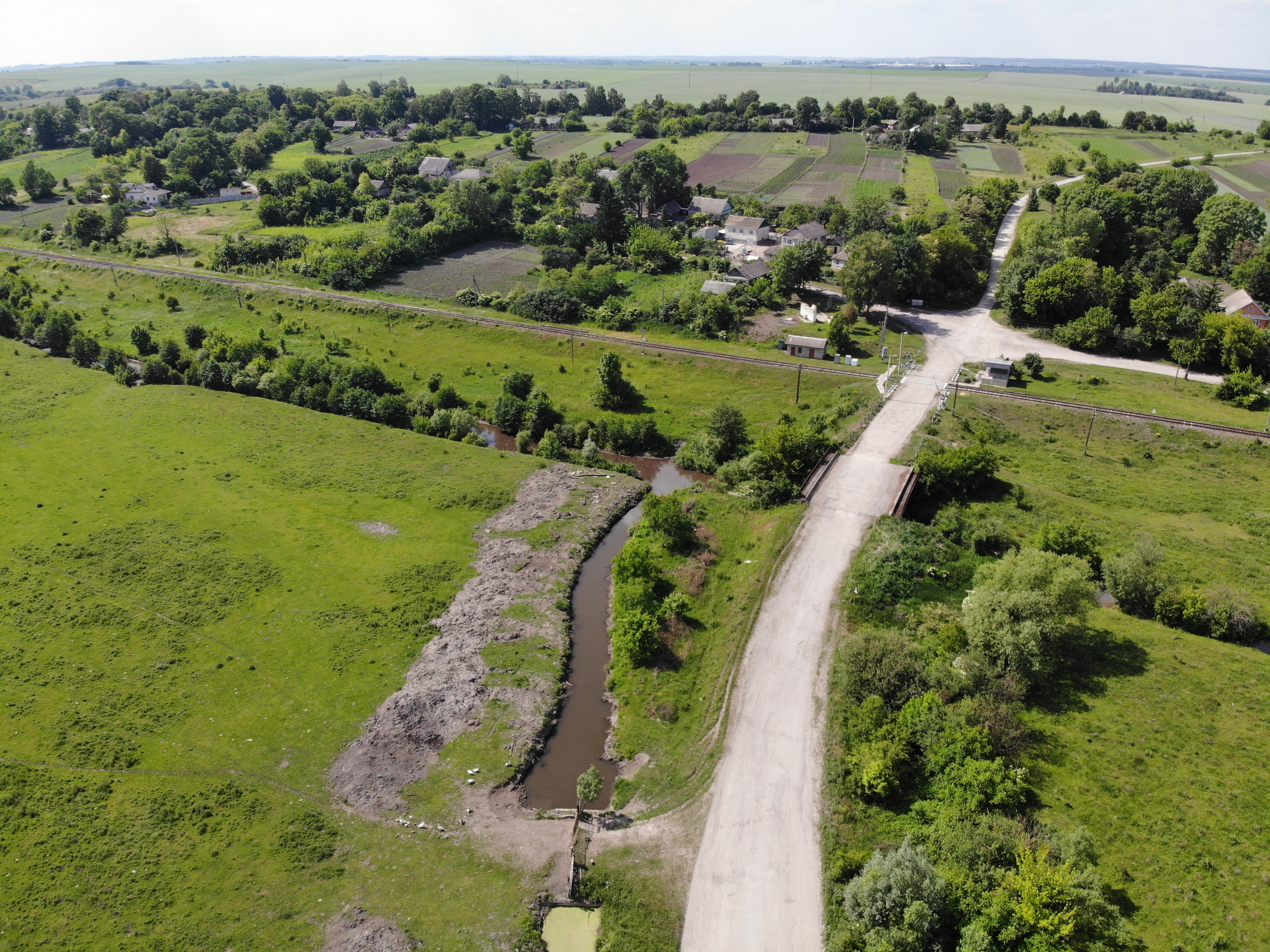
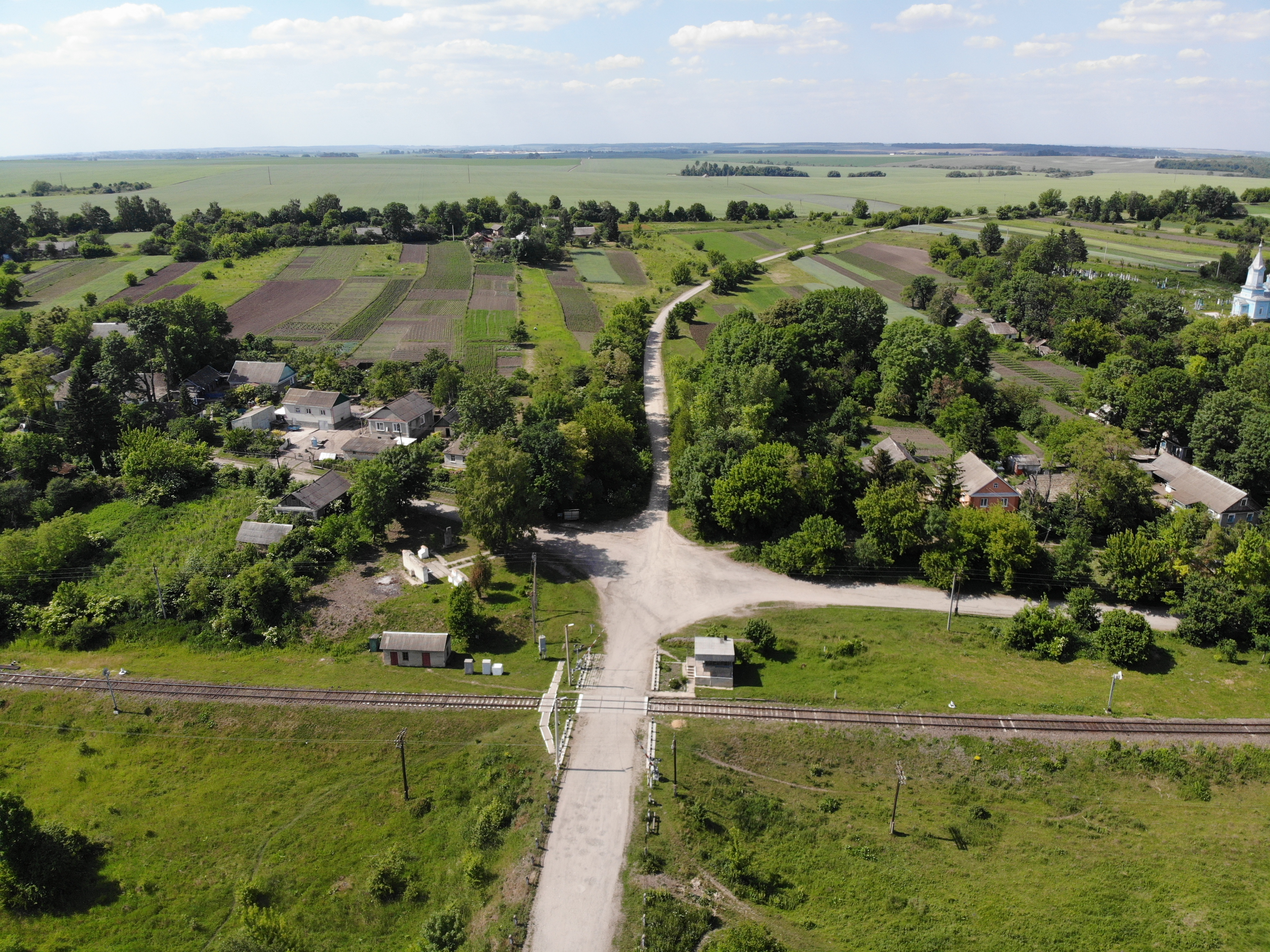
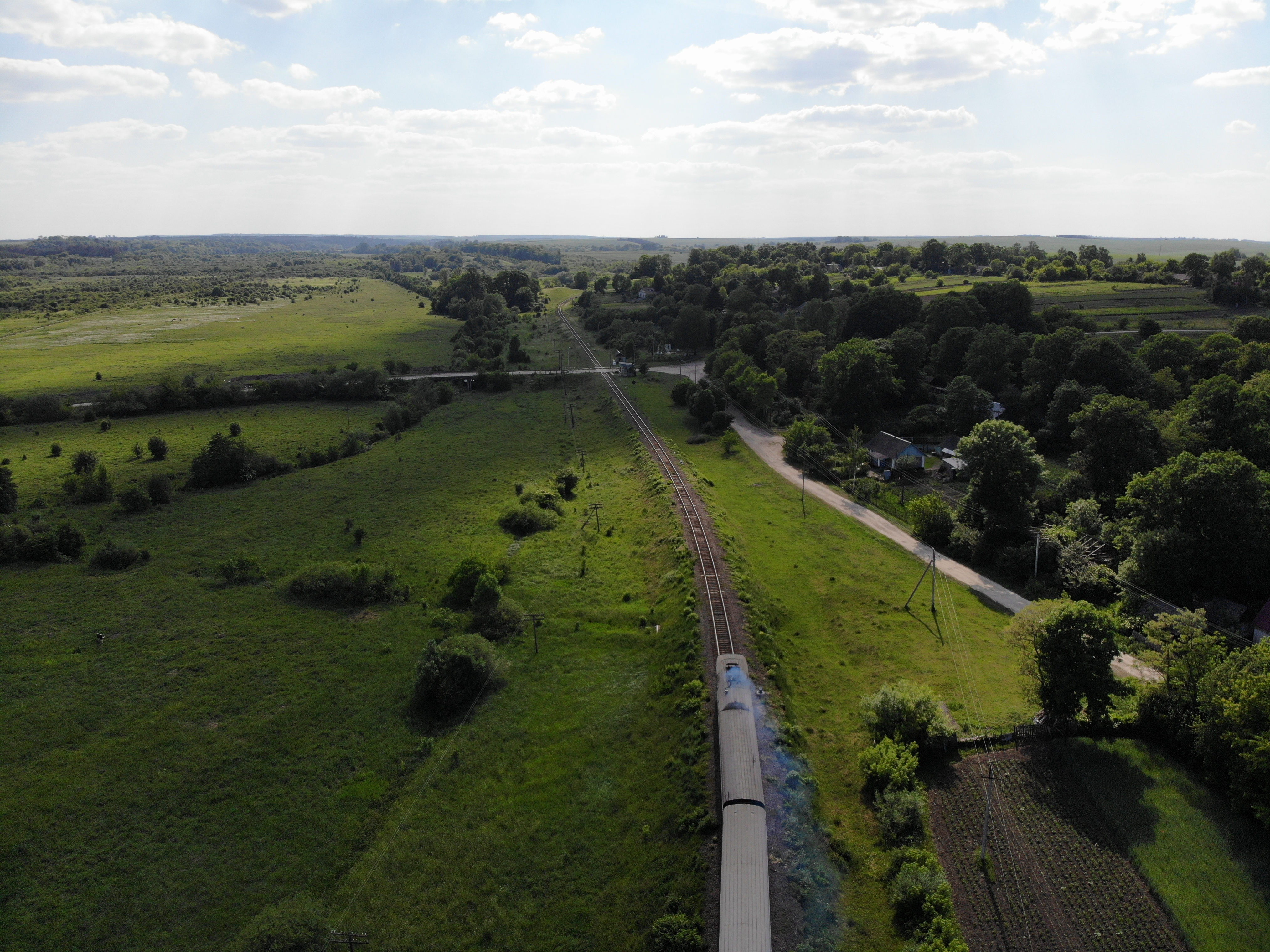
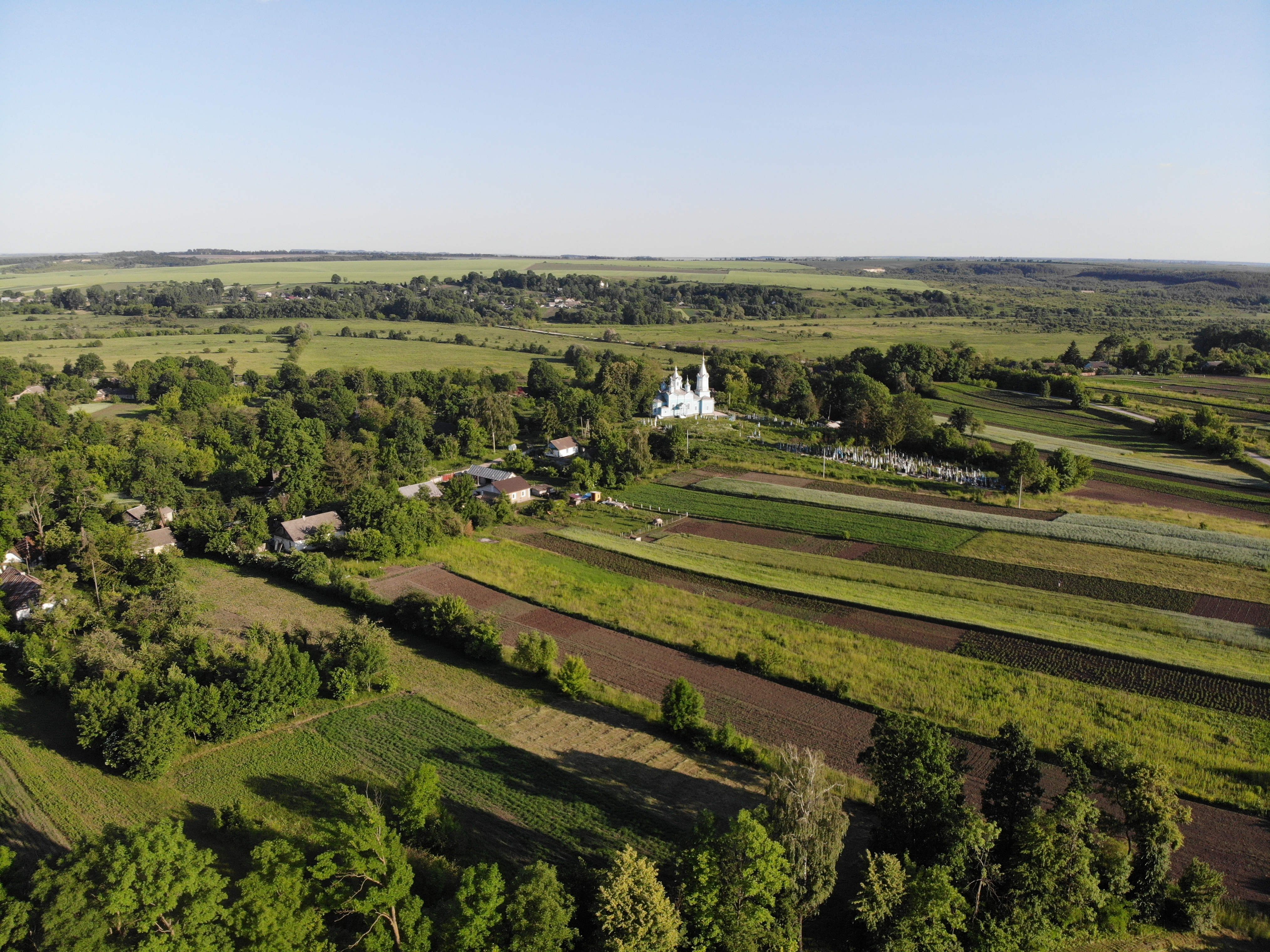